# Рейнская набережная (Дюссельдорф)

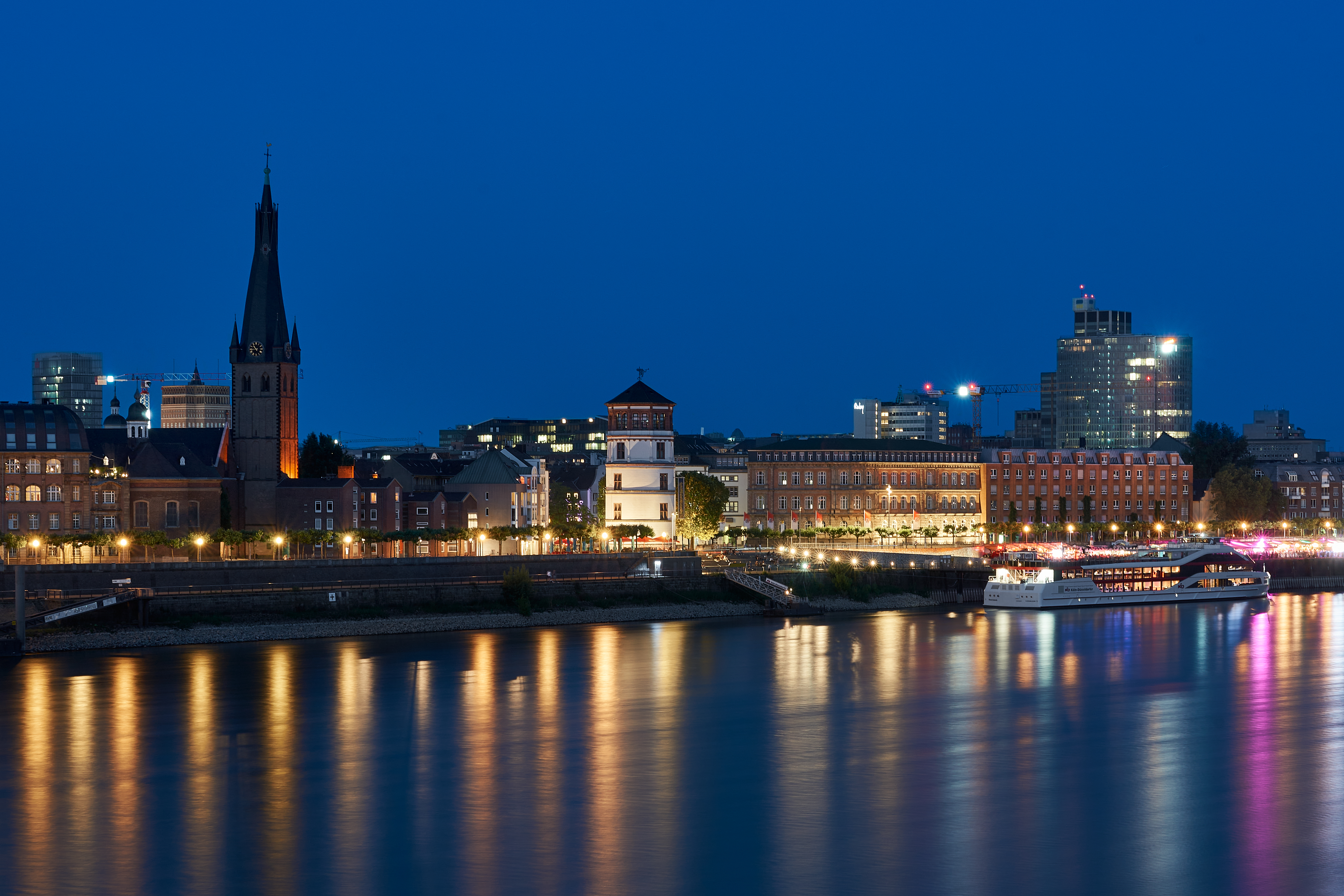
Набережная Рейна в синий час

Рейнская набережная (нем. Rheinuferpromenade) — променад вдоль правого берега Рейна в центральной части города Дюссельдорф — столицы федеральной земли Северный Рейн-Вестфалия. Набережная делится на следующие части — «Tonhallenufer», Schlossufer, Rathausufer и Mannesmannufer. Набережная проходит по территории трёх административных районов Дюссельдорфа — Альтштадт, Карлштадт (Округ 01) и Унтербильк (Округ 03).
В 1998 году Рейнская набережная получила награду как лучший образец градостроительства в Германии. На Рейнской набережной располагается целый ряд архитектурных и исторических объектов, находящихся под охраной государства.

## Охраняемые архитектурные объекты
На Рейнской набережной располагается целый ряд архитектурных и исторических объектов, находящихся под охраной государства:
- Концертный зал «Tonhalle[нем.]»
- Дюссельдорфская ратуша (арх. Эберхард Вестхофен[нем.], 1883 год)
- Площадь Бургплац
- Барочное здание XVII века (Бургплац, 5)
- Барочное здание XVII века (Бургплац, 6)
- Замковая башня[нем.] (Бургплац, 30)
- Жилой дом (арх. Пауль Ленц, 1910—1911 года) (Rathausufer, 14)
- Жилой дом (арх. Вильгельм Ленц, 1906—1907 года) (Rathausufer, 15)
- Жилой дом (арх. Карл Ламмерс, 1910—1911 года) (Rathausufer, 16)
- Жилой дом (арх. Карл Ламмерс, 1910—1911 года) (Rathausufer, 17)
- Жилой дом (арх. Генрих Флорак, 1909 год) (Rathausufer, 18)
- Жилой дом (арх. Карл Ламмерс, 1910—1911 года) (Rathausufer, 19)
- Жилой дом (арх. Пауль Ленц, 1910 год) (Rathausufer, 21)
- Жилой дом (арх. Пауль Ленц, 1910 год) (Rathausufer, 22)
- Административное здание (арх. Герман Эндт, 1910—1911 года) (Mannesmannufer, 1-a)
- «Маннесманн-хаус[нем.]» (арх. Петер Беренс, 1911—1912 года) (Mannesmannufer, 2)
- Жилой дом (арх. Вильгельм Ленц, 1904—1905 года) (Mannesmannufer, 7)
- Жилой дом (арх. Вильгельм Ленц, 1904—1905 года) (Mannesmannufer, 8)

## История

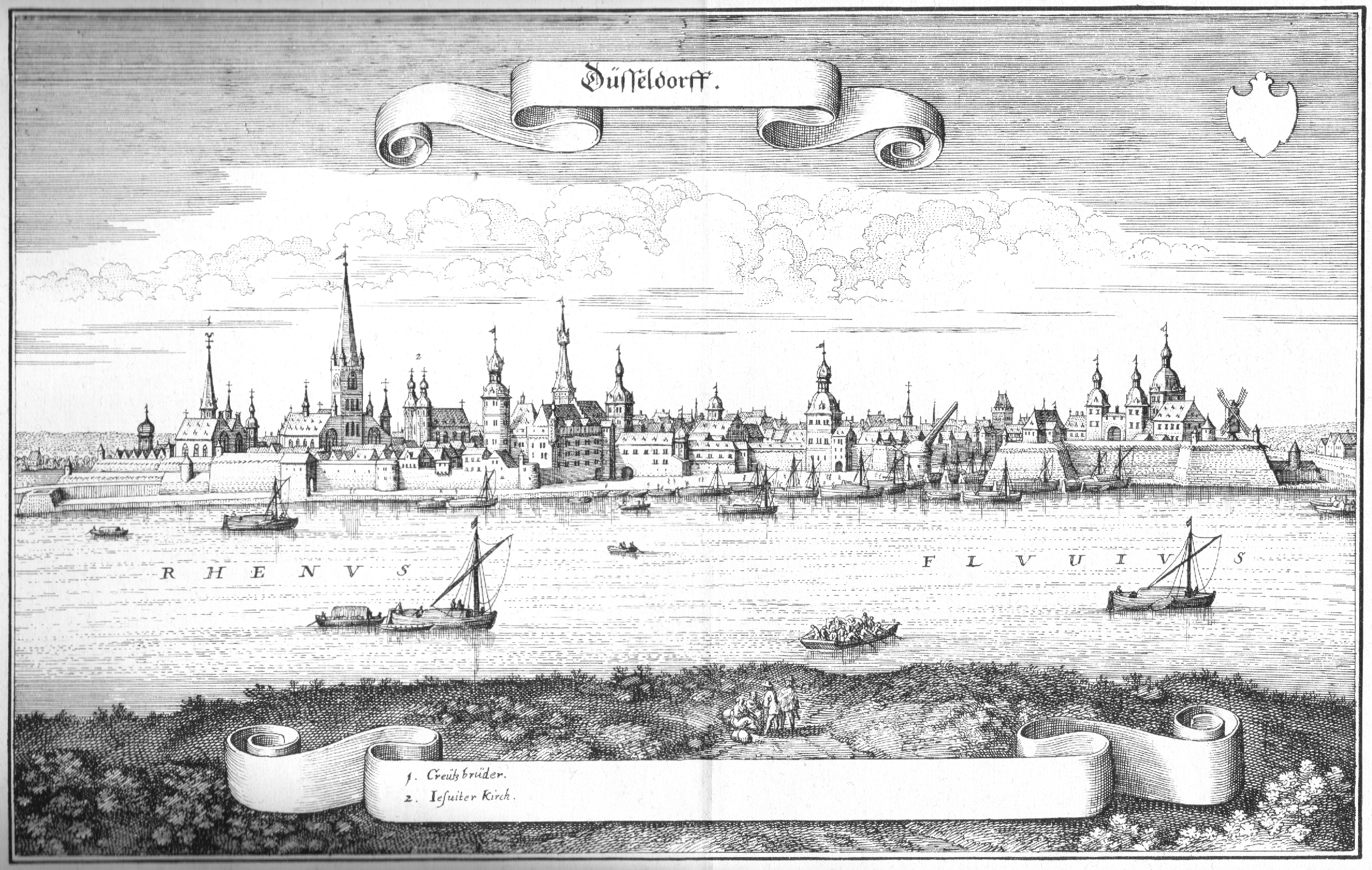
Городские стены Дюссельдорфа в 1647 году

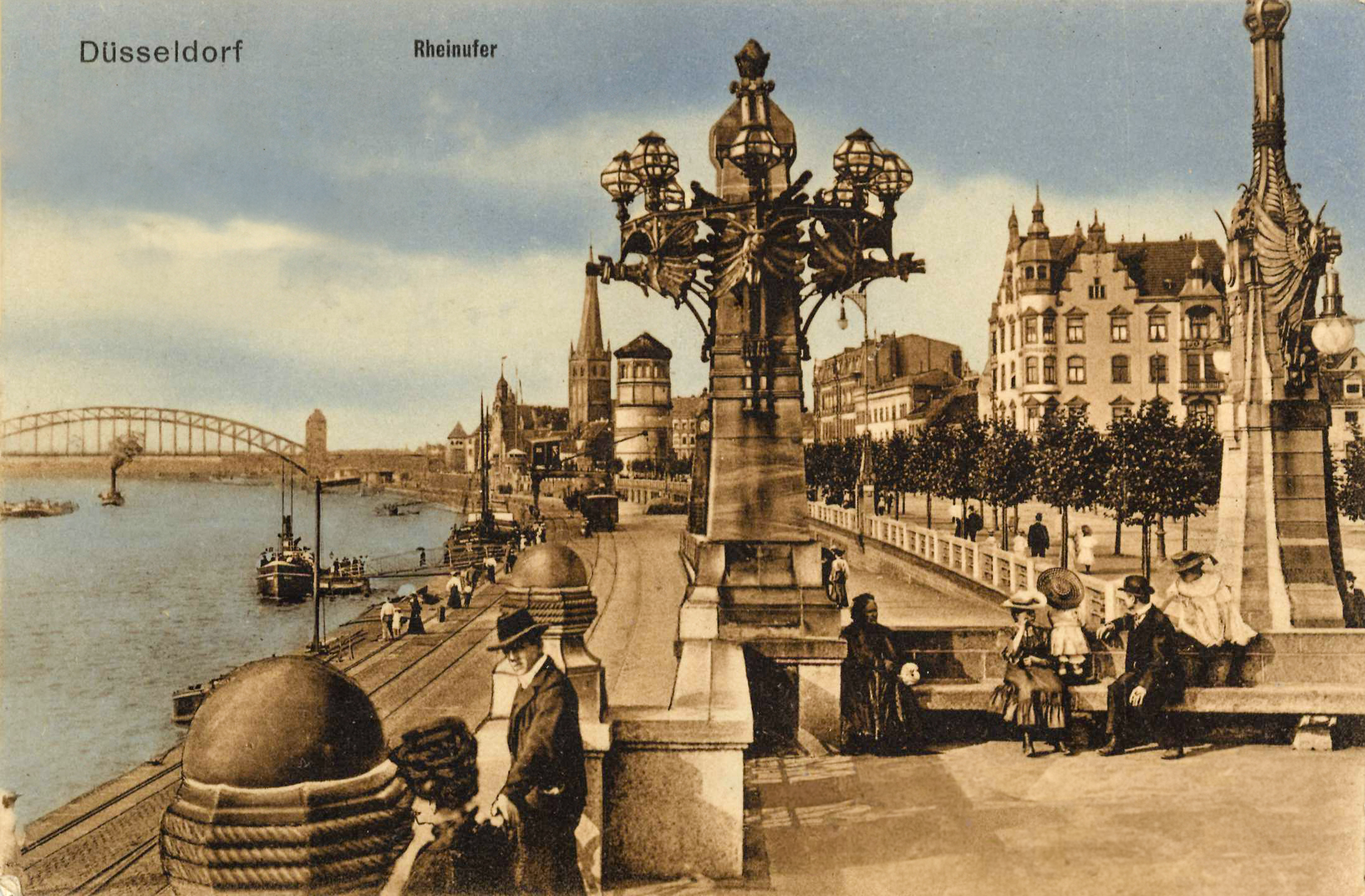
Рейнская набережная в начале XX века

Вплоть до начала XIX века вдоль правого берега Рейна проходила западная стена городских стен Дюссельдорфа. По условиям Люневильского мирного договора, заключённого 9 февраля 1801 года, крепостные укрепления вокруг Дюссельдорфа были снесены. Сразу после этого берег Рейна застраивается, причём здания стояли непосредственно на берегу реки, что в условиях регулярных наводнений приводило к частым их затоплениям.
В 1896 году был открыт Дюссельдорфский порт. В связи с этим в начале XX столетия отпала необходимость использования рейнского берега в качестве причала. В этих условиях вдоль берега создаётся двухуровневый променад. В 1902 году на площади Бургплац строится «башня на Дюсселе», в которой открывается винный бар, ставший популярным местом встреч в городе.
В ходе восстановления города после второй мировой войны по-новому организуется городское автомобильное движение и по берегу Рейна прокладывается часть федеральной автомагистрали B1. Таким образом, пешеходная зона вдоль Рейна исчезает, мешающая движению башня на Дюсселе также сносится.
В 1980-е годы интенсивное автомобильное движение по автомагистрали B1 (ежедневно по набережной проезжало около 60 000 автомобилей) привело к необходимости построения тоннеля. Рейнский тоннель длиной 1,9 км был открыт в 1993 году. 
Освободившееся от автомобильного движения пространство позволило по-новому оформить Рейнскую набережную. В 1991 году был объявлен конкурс на новое оформление Рейнской набережной. Победителем был признан проект архитекторов Никлауса Фричи, Бенедикта Шталя и Гюнтера Баума. Реализация проекта завершилась в 1995 году. В 1997 году Союз немецких архитекторов присудил первую премию в категории «Оформление общественных мест» Рейнской набережной.

## Описание
Рейнская набережная (Рейнский променад) — это не официальное название улицы, а обобщенное название системы улиц и площадей, образующих почти 2-х километровую пешеходную зону вдоль правого берега Рейна. Официально в Рейнскую набережную входят:
- Набережная Тонхалле (нем. Tonhallenufer);
- Замковая набережная (нем. Schlossufer);
- Площадь Бургплац (нем. Burgplatz);
- Ратушная набережная (нем. Rathausufer );
- Набережная Маннесманн (нем. Mannesmannufer);
- Площадь Апполоплатц (нем. Apolloplatz);
- Площадь ландтага (нем. Platz des Landtags).

### Набережная Тонхалле
Короткая пешеходная часть набережной к северу от Оберкассельского моста. Её длина составляет около 200 м. На этом участке набережной находится концертный зал «Tonhalle».

### Замковая набережная

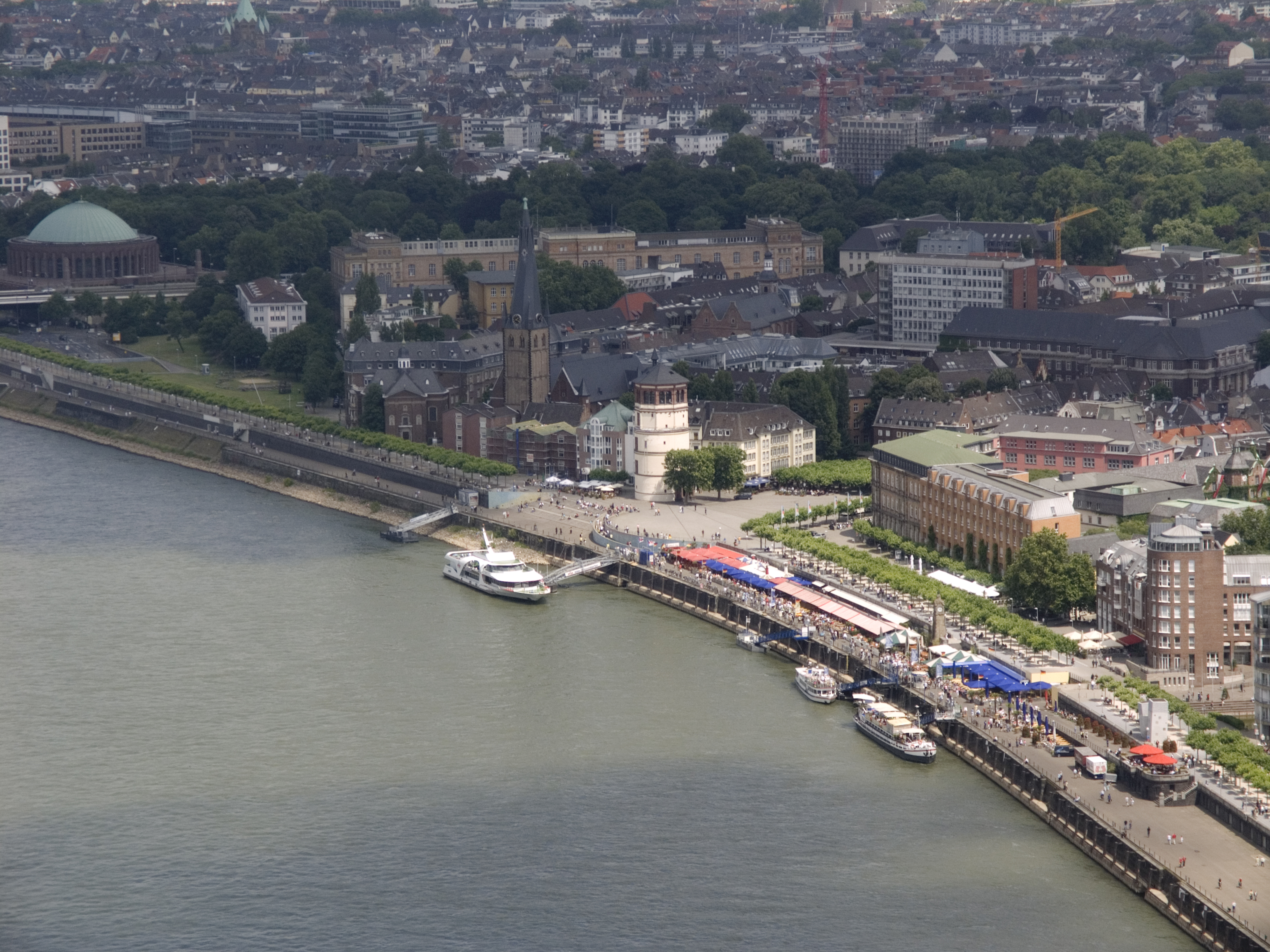
Вид на Тонхалле, Бургплац, Замковую и Ратушную набережные

Замковая набережная берёт своё начало у моста Oberkasseler. Её длина составляет приблизительно 460 м. На Замковой набережной находится Дюссельдорфская академия художеств возле которой расположен Въезд в Рейнский автомобильный тоннель. Нижний уровень набережной просто заасфальтирован, на верхнем расположена аллея с двумя рядами деревьев, которые сплетаясь ветвями образуют «живую крышу».
При подходе к площади Бургплац находится Часовня Святого Иосифа работы итальянского архитектора Маттео Альберти. Рядом с набережной находится Базилика Святого Ламберта — старейшее из существующих строений Дюссельдорфа.

### Площадь Бургплац

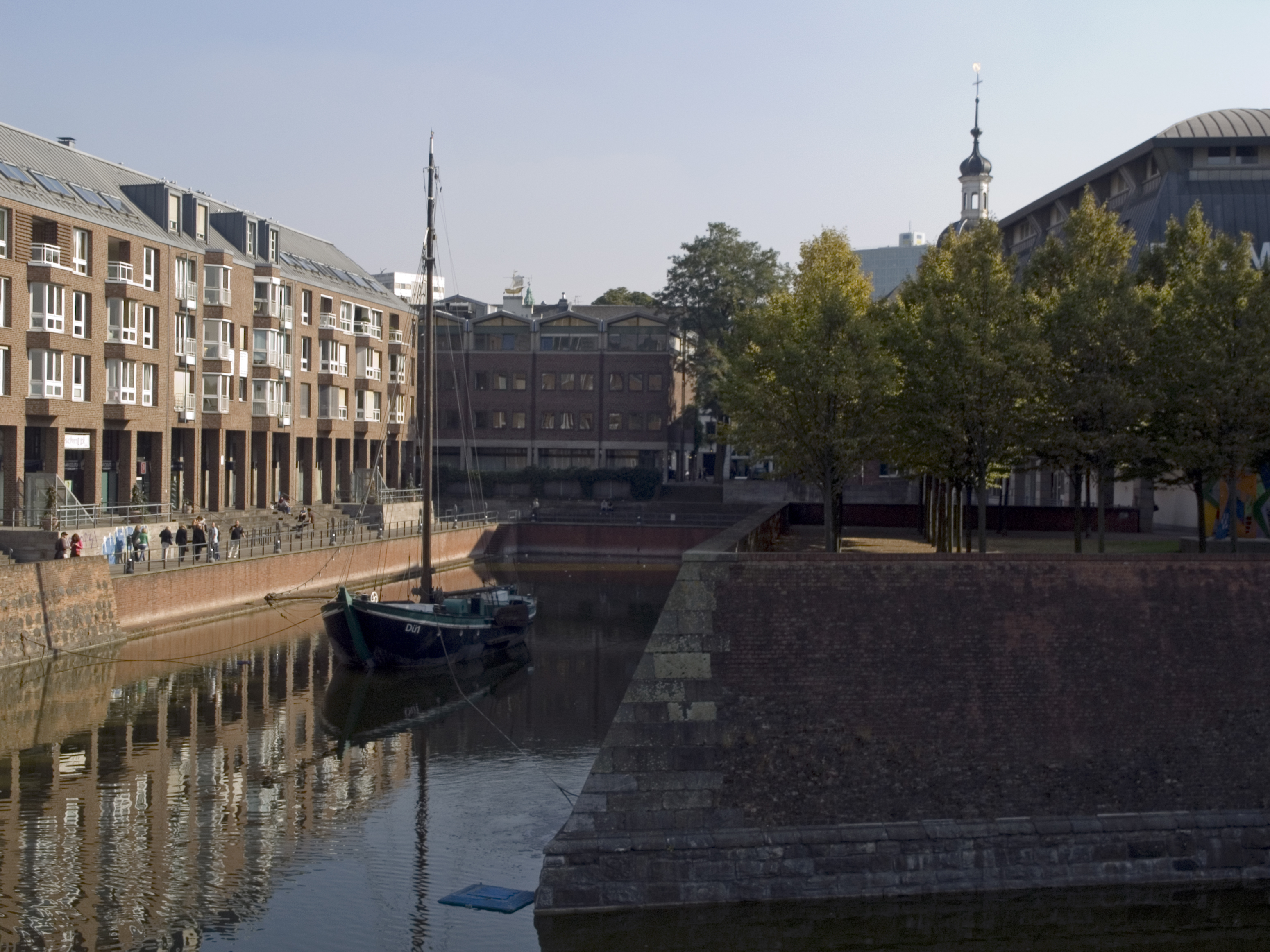
Старая гавань

Бургплац («Городская площадь») — одна из центральных площадей Дюссельдорфа. На площади находится единственное сохранившееся строение Дюссельдорфского замка — замковая башня, в которой разместился музей судоходства.
На Бургплац находится балкон променада, именуемый бастионом, с которого открывается вид на нижний уровень набережной, Рейн, мосты Oberkasseler и Rheinkniebrucke, а также левобережный район Оберкассель. В этом месте в Рейн впадает река Дюссель, давшая имя городу. Сейчас, в этом месте Дюссель заключён в подземную трубу, но при низком уровне воды в Рейне его можно заметить.

### Ратушная набережная

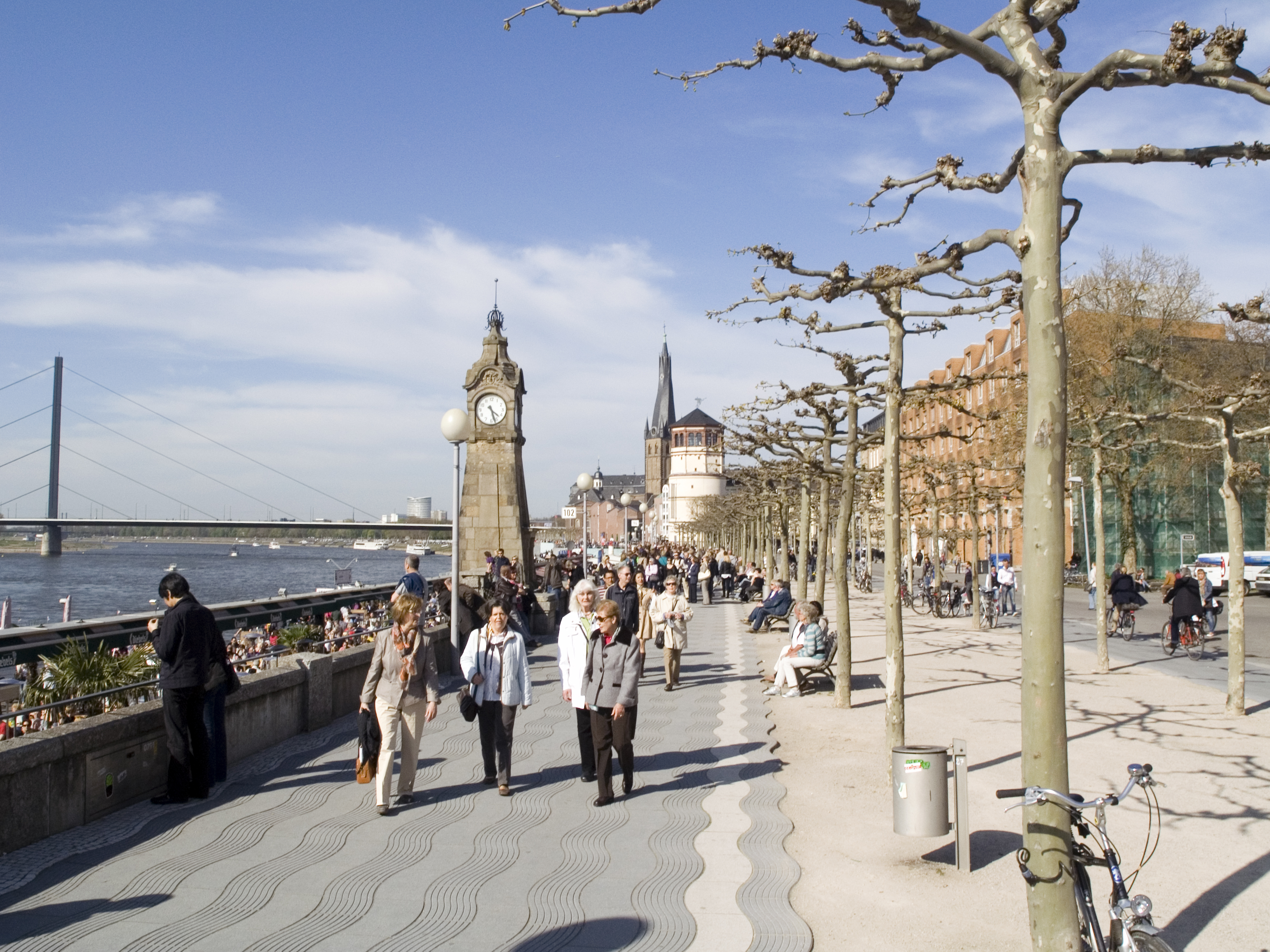
Ратушная набережная

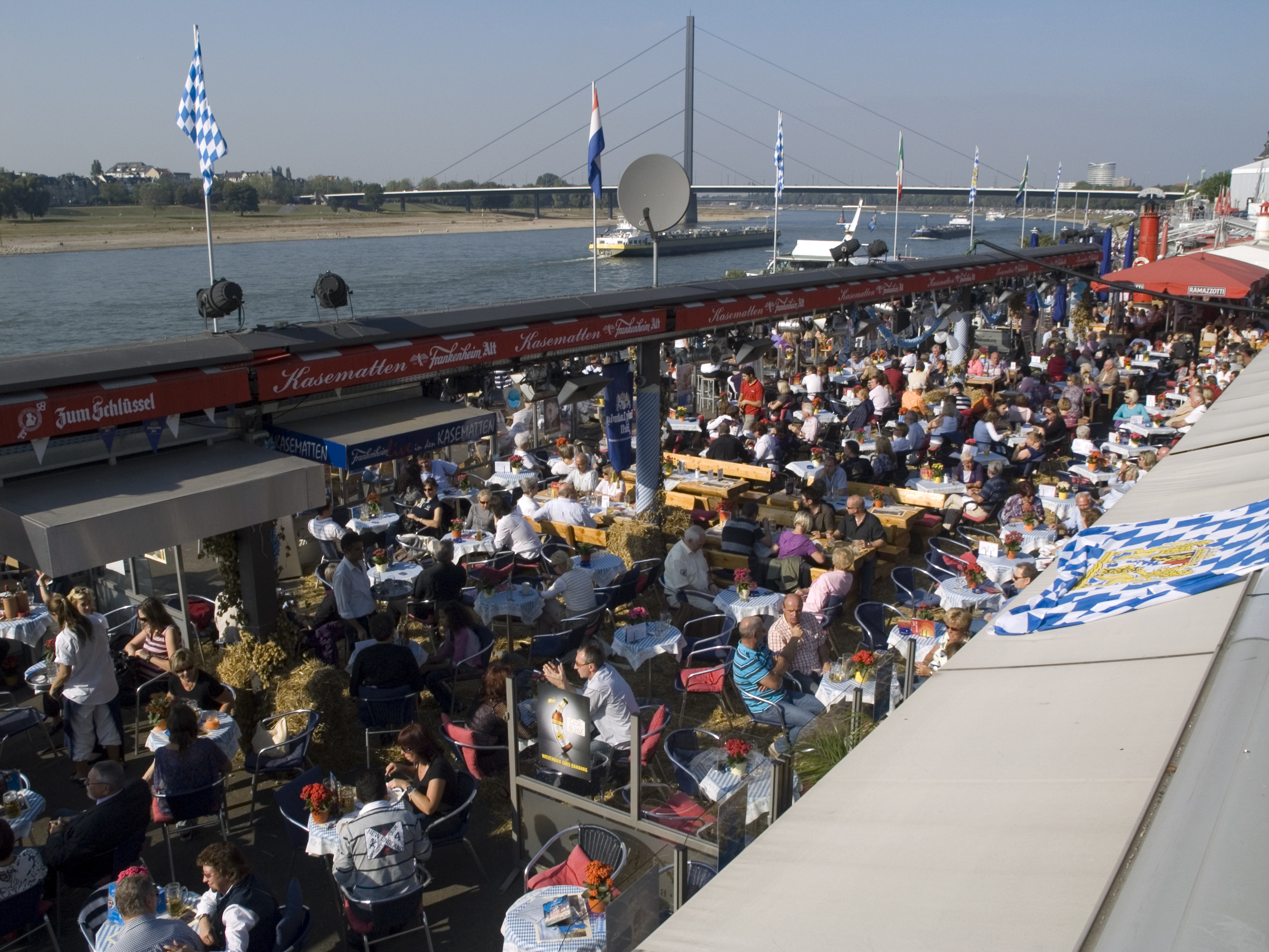
Дюссельдорф — «самая длинная барная стойка в мире»

Ратушная набережная имеет длину 450 м и пролегает от площади Бургплац до улицы Bäckerstraße. В северной части Ратушная набережная проходит вдоль третьего флигеля ратуши.
Напротив улицы Zollstraße расположены часы, установленные в конце XIX столетия, которые кроме своего основного предназначения, выполняли также роль индикатора уровня воды в Рейне во время наводнений.
Несколько южнее находится реконструированная по проекту Альберта Шпеера Старая Рейнская гавань. Однако, теперь эта гавань бутафорская и не имеет непосредственной связи с Рейном. Верхний уровень набережной проходит в этом месте по мосту. На южной стороне Старой гавани располагаются Музей керамики и Музей кино.
Вдоль всей Ратушной набережной нижний её уровень представляет собой непрекращающуюся череду кафе и ресторанов, что позволяет говорить о Дюссельдорфе, как о «самой длинной барной стойке в мире» нем.  Längste Theke der Welt.

### Набережная Маннесманн

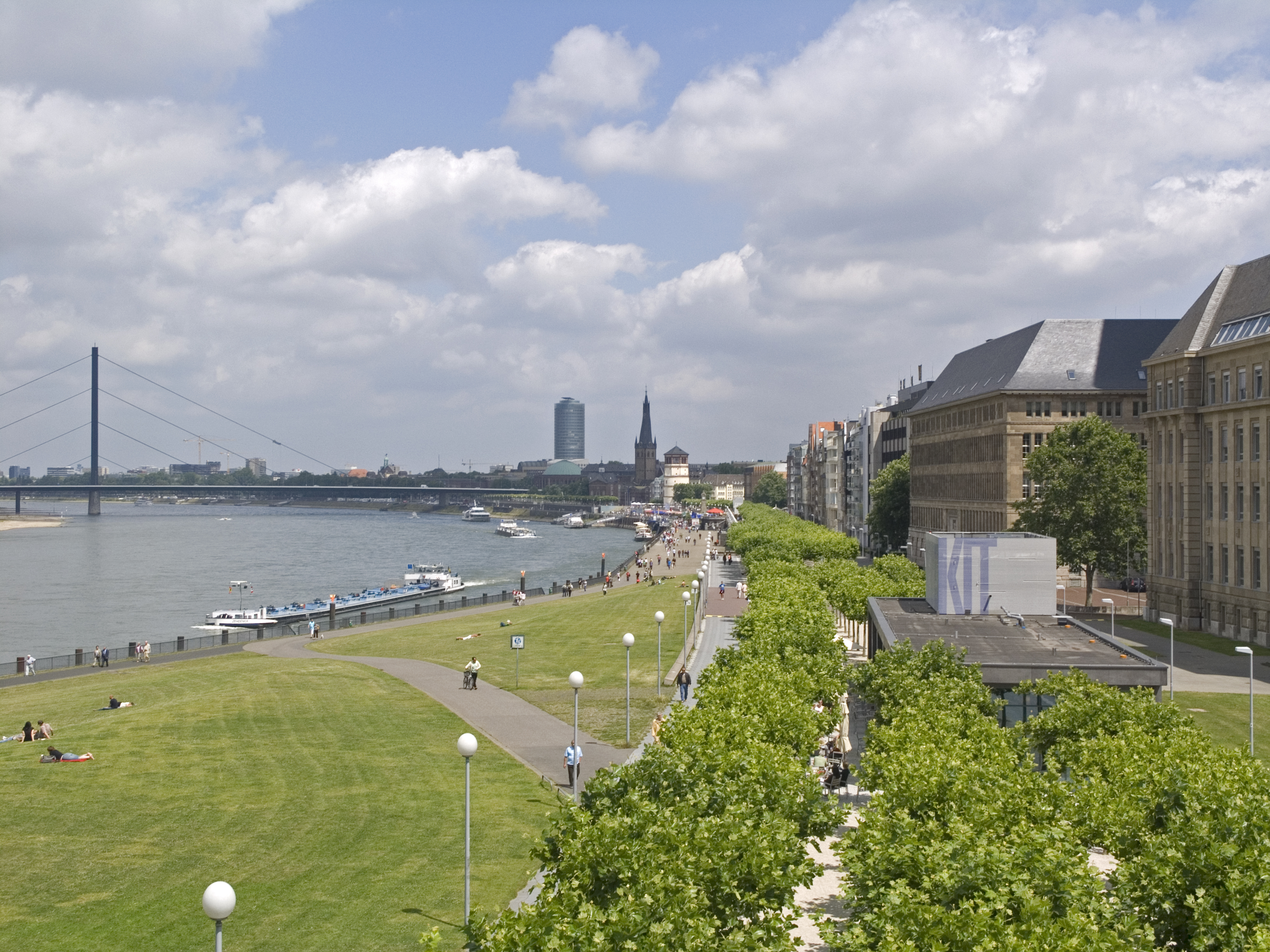
Набережная Маннесманн

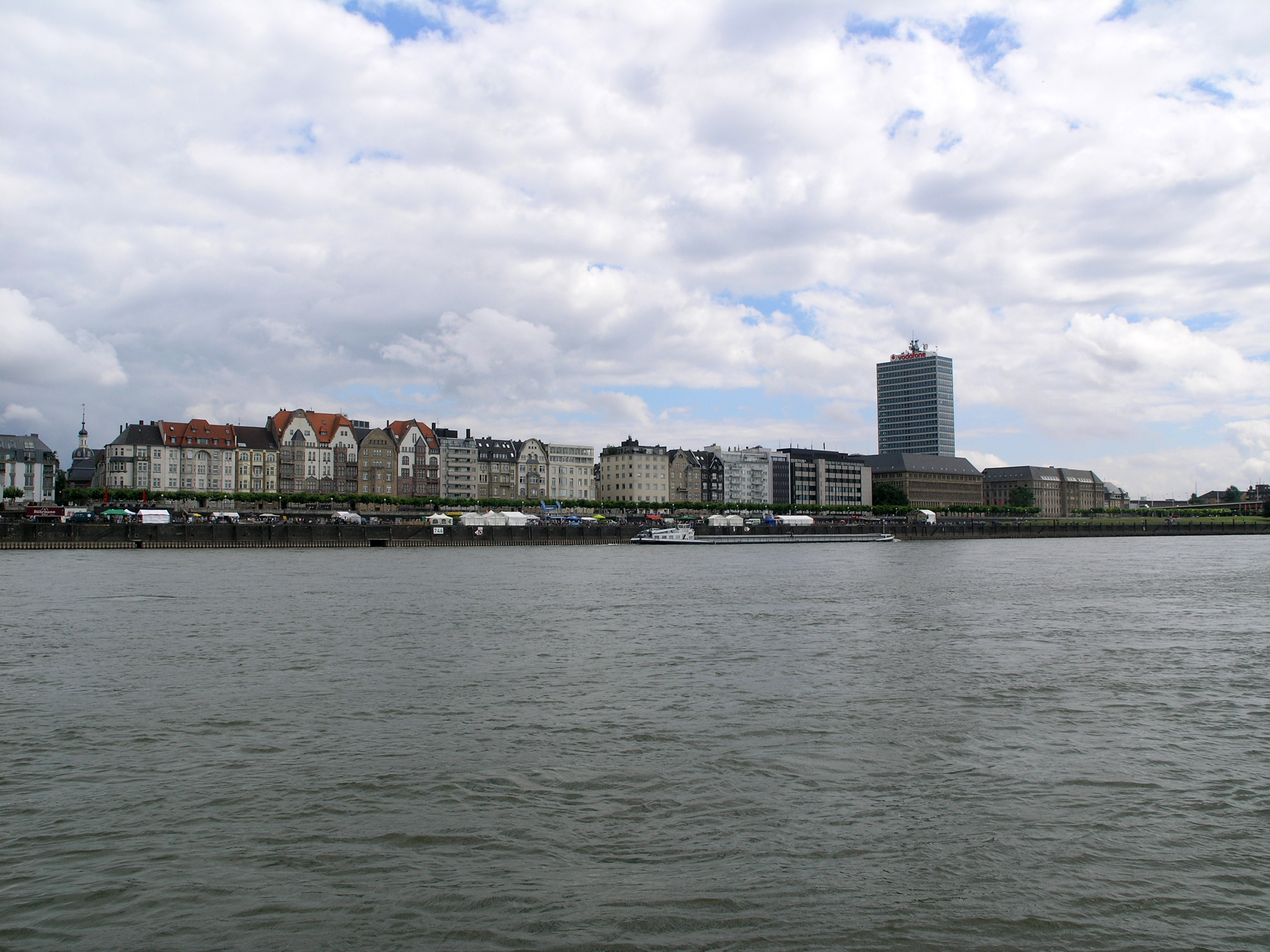
Ратушная набережная и набережная Маннесманн (вид из Оберкасселя)

Своё название эта часть Рейнской набережной, имеющая длину около 450 м, получила благодаря зданиям, которые ранее принадлежали концерну Mannesmann AG. Наряду со старым зданием правления концерна, т. н. «Домом Маннесманн» (архитектор Петер Беренс), построенном в 1912 году, в конце 50-х годов было построено высотное здание Vodafone-Hochhaus, которое изначально называлось «Небоскребом Маннесманн», а после враждебного поглощения концерна со стороны Vodafone Group, это здание стало называться «Небоскребом Водафон». Теперь это европейский центр предприятия мобильной телефонии.
Площадь перед этими зданиями — это обширный газон, который является излюбленным местом отдыха жителей и гостей Дюссельдорфа.
На набережной Маннесманн располагается Министерство семьи, детей, молодежи, культуры и спорта федеральной земли Северный Рейн-Вестфалия. В тоннеле под набережной, который изначально использовался в качестве служебного во время строительства Рейнского тоннеля, размещается выставочный зал, который так и называется «Искусство в тоннеле».
Набережная Маннесманн заканчивается у моста Rheinkniebrucke.

### Площадь Апполоплатц
Площадь Апполоплатц находится непосредственно под мостом Rheinkniebrucke. На площади расположено здание театра-варьете «Roncallis Apollo-Varieté-Theater», основателем которого выступил знаменитый немецкий Цирк Ронкалли.

### Площадь ландтага
Между мостом Rheinkniebrucke и Дюссельдорфской гаванью находится самая южная часть Рейнской набережной. Протяжённость этого участка около 350 м. В октябре 1988 года здесь было завершено строительство нового здания ландтага федеральной земли Северный Рейн-Вестфалия. Несколько южнее здания ландтага возвышается 240-м телевизионная башня Rheinturm, возведённая в 1982 году.

## Мероприятия

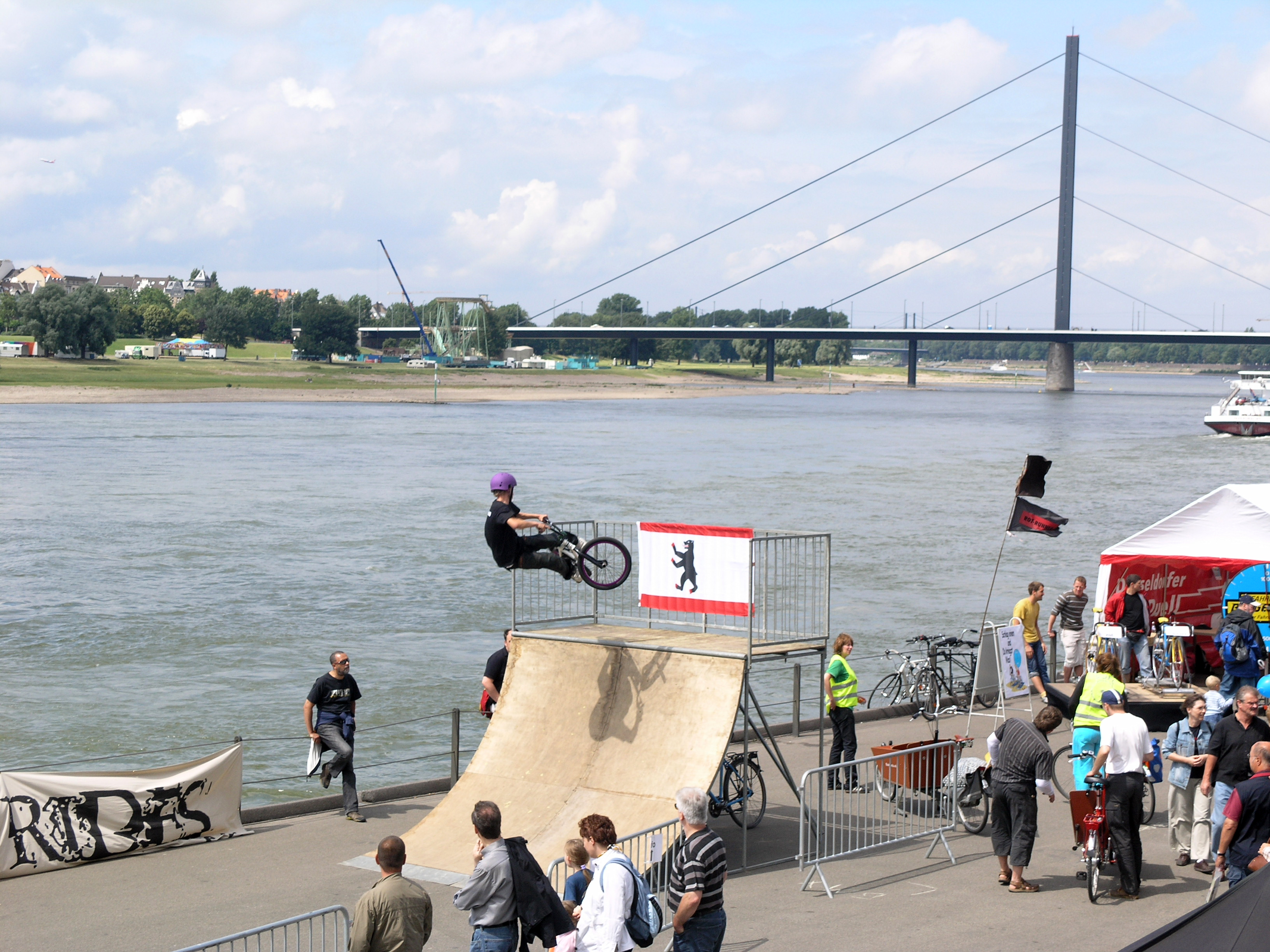
«Активный день колеса»

Рейнская набережная — это место проведения земельных, общегерманских и даже всемирных мероприятий, таких как:
- «Дюссельдорфский марафон» — международный легкоатлетический забег, который проводится ежегодно в мае с 2003 года[5].
- «День Японии» проводится ежегодно в мае с 2002 года[6].
- «Большие Рейнские гуляния[нем.]» проходят ежегодно на протяжении каждой третьей недели июля.
- «Активный день колеса» — ежегодный праздник любителей активной велосипедной езды, проводится ежегодно в последнюю субботу июня с 2006 года[7].
- Дюссельдорфский этап Кубка мира по лыжным гонкам проводится ежегодно в декабре с 2002 года[8].

Кроме этих регулярных мероприятий постоянно организуются разовые мероприятия, так, например, в 2006 году проходили празднования по случаю 60-летнего юбилея образования федеральной земли Северный Рейн-Вестфалия.